# Kirviller
Kirviller är en kommun i departementet Moselle i regionen Grand Est (tidigare regionen Lorraine) i nordöstra Frankrike. Kommunen ligger i kantonen Sarralbe som tillhör arrondissementet Sarreguemines. År 2022 hade Kirviller 140 invånare.

## Befolkningsutveckling
Antalet invånare i kommunen Kirviller
| Referens: INSEE |